# طلاق به سبک ایرانی
طلاق به سبک ایرانی (انگلیسی: Divorce Iranian Style) یک فیلم مستند به کارگردانی کیم لانگینوتو و زیبا میرحسینی است. این فیلم به جدال و کشمکش چند زوج ایرانی در یک دادگاه خانواده در تهران پیرامون طلاق می‌پردازد و نگاهی به کاربرد حقوق اسلامی در مسائل خانوادگی ایران دارد.
طلاق به سبک ایرانی برنده جایزه مستند فلاهرتی جایزه بفتا در سال ۲۰۰۰ بوده است. همچنین جایزه بهترین مستند در جشنواره سان فرانسیسکو و بهترین فیلم در زمینه جامعه و فرهنگ در جشنواره فیلم شیکاگو را به دست آورده است.